# Häggesleds församling
Häggesleds församling var en församling i Skara stift och i Lidköpings kommun. Församlingen uppgick 2002 i Järpås församling. 

## Administrativ historik
Församlingen har medeltida ursprung. 
Församlingen var till 2002 annexförsamling i pastoratet Järpås, Uvered och Häggesled som före slutet av 1500-talet även omfattade (Kållands-)Vedums församling och till 1803 Höra församling. Församlingen uppgick 2002 i Järpås församling.

## Kyrkor
- Häggesleds kyrka